# Stanhopea posadae
Stanhopea posadae är en orkidéart som beskrevs av Rudolph Jenny och Guido Jozef Braem. Stanhopea posadae ingår i släktet Stanhopea och familjen orkidéer.
Artens utbredningsområde är Colombia. Inga underarter finns listade i Catalogue of Life.

## Bildgalleri

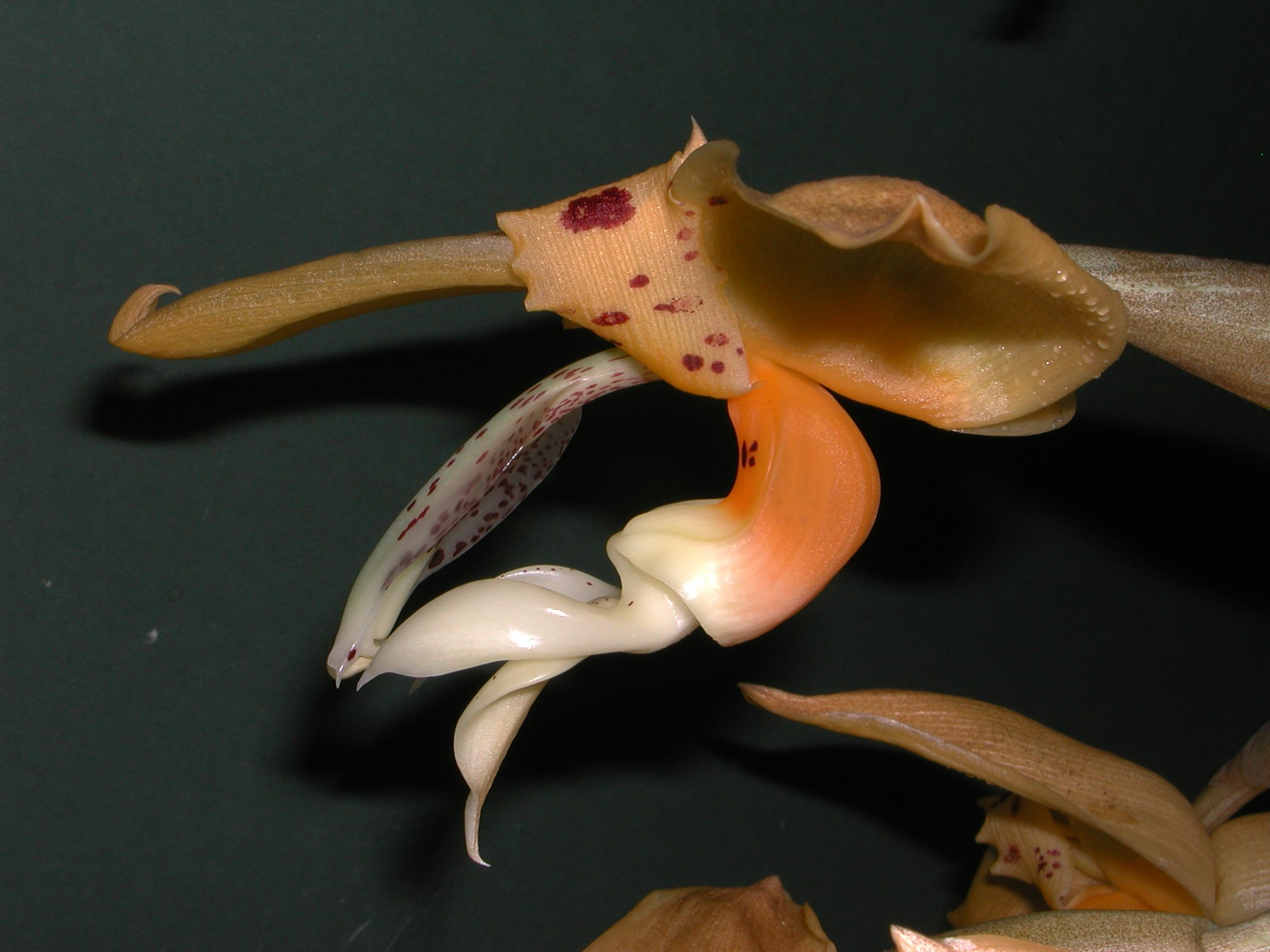
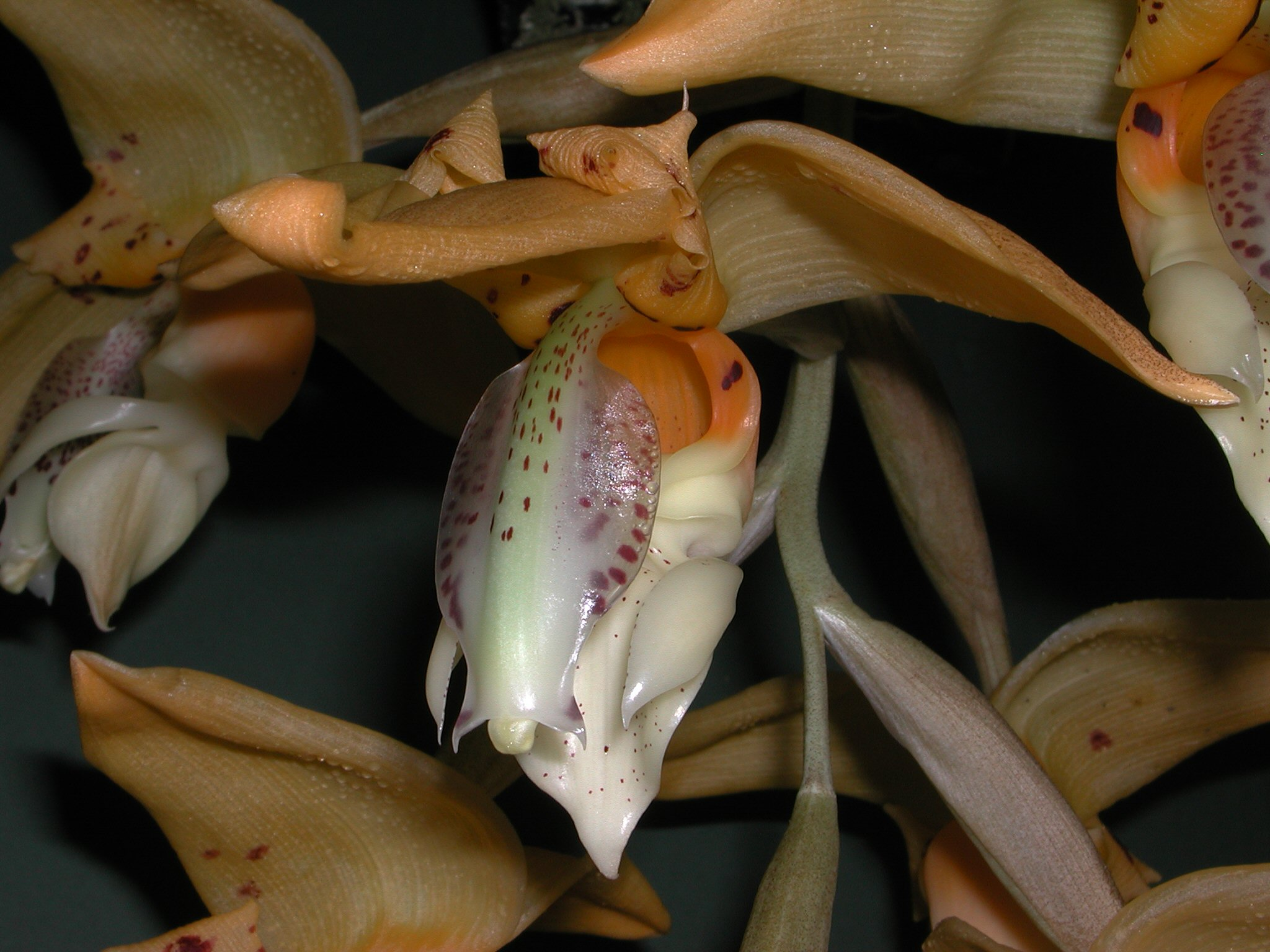